# Válvula

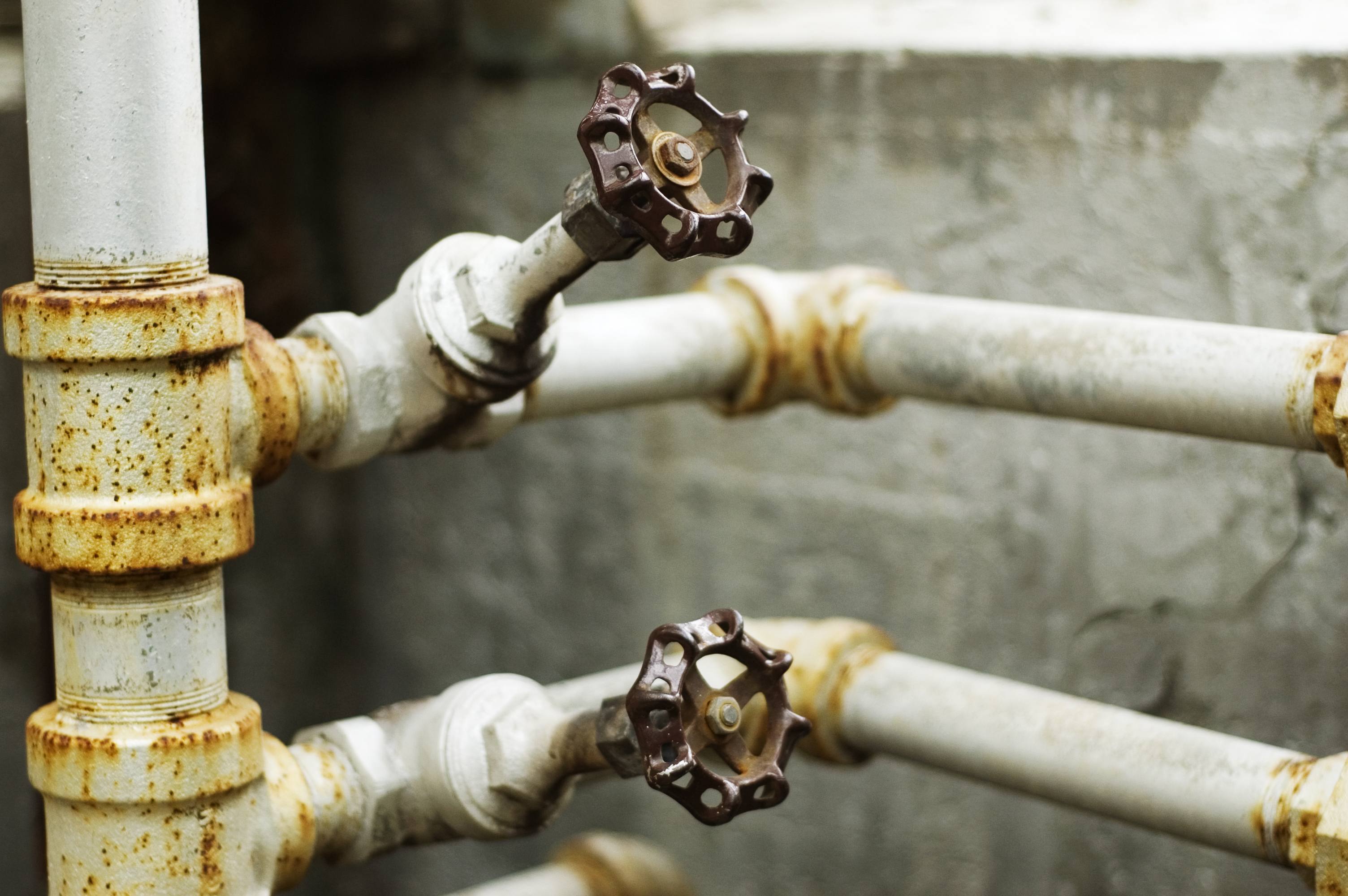
Estas válvulas de agua funcionan con manijas.

Una válvula  es un instrumento de regulación y control de fluido. Una definición más completa describe la válvula como un dispositivo mecánico con el cual se puede iniciar, detener o regular la circulación (paso) de líquidos o gases mediante una pieza movible que abre, cierra u obstruye en forma parcial uno o más orificios o conductos. Hay que diferenciar que existen válvulas que dejan pasar un fluido en un sentido y lo impiden en el contrario (incluido el llamado fluido eléctrico), como suele suceder en el uso de válvulas industriales, campo en el que puede considerarse como instrumento básico.
Debido a su diseño y materiales, las válvulas pueden abrir y cerrar, conectar y desconectar, regular, modular o aislar una enorme serie de líquidos y gases, desde los más simples hasta los más corrosivos o tóxicos. Sus tamaños van desde unos milímetros hasta los 90 m o más de diámetro (aunque en tamaños grandes suelen llamarse compuertas). Pueden trabajar con presiones que van desde el vacío hasta más de 140 MPa (megapascales) y temperaturas desde las criogénicas hasta 1100 K (kelvin). En algunas instalaciones se requiere un sellado absoluto; en otras, las fugas o escurrimientos no tienen importancia. 
La palabra flujo expresa el movimiento de un fluido. Para la cantidad total de fluido que pasa por una sección determinada de un conducto por unidad de tiempo, en castellano se emplea la palabra caudal.

## Llaves
Una confusión frecuente en el idioma consiste en mezclar la idea de válvula con la de llave. Una llave de paso suele referirse a mecanismos que permiten abrir, cerrar o regular el flujo de un fluido, es decir líquidos y gases con caudales relativamente reducidos (normalmente en instalaciones de la edificación). Cuando se trata de fluidos con grandes caudales (agua o aire) estas llaves se llaman compuertas hidráulicas.

## Clasificación de válvulas atendiendo a sus usos
Las válvulas son componentes fundamentales en sistemas de tuberías, ya que permiten controlar el flujo de líquidos o gases en una instalación. A lo largo del tiempo, se han desarrollado diferentes tipos de válvulas que se adaptan a diferentes usos y necesidades específicas. Es importante conocer los diferentes tipos de válvulas disponibles y sus características para seleccionar la válvula adecuada para cada aplicación. En esta parte, nos enfocaremos en la clasificación de válvulas según su uso, con el objetivo de brindar una guía básica para la selección de la válvula adecuada en diferentes aplicaciones.
1. Válvulas de retención: Estas válvulas se utilizan para evitar el flujo inverso de líquidos o gases. Se instalan generalmente en tuberías de conducción en las que el flujo en una dirección es necesario y en la otra dirección no lo es. Las válvulas de retención se utilizan comúnmente en sistemas de suministro de agua para prevenir la contaminación del suministro de agua por agua contaminada.
2. Válvulas de bola: Estas válvulas tienen una bola que se utiliza para controlar el flujo de líquidos o gases. Cuando la bola está en una posición cerrada, el flujo se detiene y cuando la bola está en una posición abierta, el flujo es permitido. Estas válvulas se utilizan en aplicaciones donde se necesita un control preciso del flujo, como en sistemas de riego, sistemas de climatización y sistemas de suministro de agua.
3. Válvulas de compuerta: Estas válvulas tienen una placa de cierre que se mueve perpendicularmente al eje de la tubería para controlar el flujo. Las válvulas de compuerta se utilizan en aplicaciones de alta presión y alta temperatura, como en sistemas de calderas y en la industria petroquímica.
4. Válvulas de globo: Estas válvulas tienen un disco móvil que se utiliza para controlar el flujo de líquidos o gases. La posición del disco determina la cantidad de flujo que se permite a través de la válvula. Estas válvulas se utilizan en aplicaciones de baja presión y baja temperatura, como en sistemas de aire acondicionado y calefacción.
5. Válvulas de mariposa: Estas válvulas tienen una placa circular que se mueve en un ángulo de 90 grados para controlar el flujo. Las válvulas de mariposa se utilizan en aplicaciones de baja presión y baja temperatura, como en sistemas de ventilación y en la industria alimentaria.
6. Válvulas de aguja: Estas válvulas tienen una aguja fina que se utiliza para controlar el flujo de líquidos o gases. La posición de la aguja determina la cantidad de flujo que se permite a través de la válvula. Estas válvulas se utilizan en aplicaciones de alta precisión, como en la industria química y farmacéutica.
7. Válvulas de alivio: Estas válvulas se utilizan para proteger los equipos y las tuberías de las sobrepresiones. Cuando la presión en la tubería o el equipo excede un cierto nivel, la válvula de alivio se abre y permite que el exceso de presión se libere. Estas válvulas se utilizan comúnmente en sistemas de calefacción y refrigeración.

- Válvulas industriales.
  - Válvula de asiento.
  - Válvula de camisa.
  - Válvula hidráulica, caso particular de válvulas industriales.
  - Llave o válvula de paso, caso de válvulas en instalaciones de edificios residenciales (tanto para agua, como para gases combustibles).
  - Válvula multivía, dispositivo que funciona en circuitos hidráulicos, dividiendo o mezclando fluidos de distintas procedencias, generalmente para modificar su temperatura.
  - Válvula de seguridad, para casos de exceso de presión, por avería o por expansión térmica.
  - Válvula antirretorno o válvula de retención, usada para evitar que un fluido se mueva en sentido no deseado a lo largo de una tubería.
  - Válvula rotatoria, usada en los instrumentos de viento-metal.
- Válvula termostática de radiador, usada para controlar el flujo en radiadores de calefacción.
- Válvulas del corazón.

Por analogía se denominan también válvulas los dispositivos que regulan el paso de electrones en determinadas circunstancias:
- Válvulas termoiónicas.